# Camionagiii ghețurilor
Ice Road Truckers (prescurtat comercial IRT) este un serial de televiziune american care a avut premiera pe History Channel, pe 17 iunie 2007. Prezintă activitățile șoferilor care operează camioane pe rute sezoniere care traversează lacuri și râuri înghețate, în teritoriile îndepărtate ale Arcticii din Canada. și Alaska. Sezoanele 3-6 au prezentat, de asemenea, autostrada Dalton îmbunătățită, dar încă îndepărtată, din Alaska, care este în principal un teren solid acoperit de zăpadă. Cele mai noi sezoane se concentrează în principal pe drumurile de iarnă din Manitoba. Cel de-al unsprezecelea sezon al seriei a fost difuzat pe 9 noiembrie 2017.